# Amstrad PCW
Az Amstrad PCW a brit Amstrad elektronikai nagyvállalat által kifejlesztett személyi számítógép, amely 1985 és 1998 között volt gyártásban. Az Amstrad és a német Schneider cég között 1988-ig hatályban volt licenciaszerződés értelmében a sorozat első modelljeit a németajkú országokban (NSZK, Ausztria és Svájc) Schneider Joyce néven forgalmazták.

## Áttekintés
A PCW a Personal Computer for Word Processing, azaz "szövegszerkesztésre szánt személyi számítógép" (más források szerint: Personal Computer Wordprocessor) kifejezés rövidítése volt. Eredetileg a WPC (Word Processing Computer) rövidítést szánták a gépnek, de ezt végül elvetették, ugyanis a WPC a régi brit (és nemzetközösségi) rendőrségi rangrendszerben a woman police constable (azaz rendőrnő) rövidítése volt, ami tréfálkozásra adhatott volna alapot. 

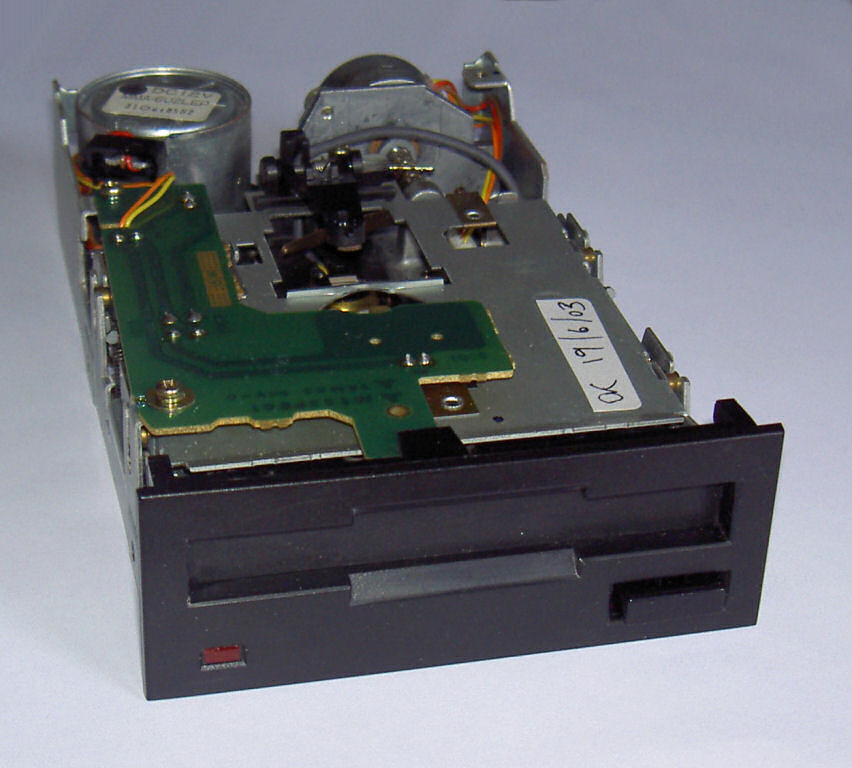
Az Amstrad gépeiből ismert 3-collos meghajtó

A német piacokon 1985-88 között használt Schneider Joyce megnevezés a gép belső kódnevére (Joyce) utalt, amit egyébként Alan M. Sugar, az Amstrad cég tulajdonos-vezérigazgatója titkárnőjének, Joyce Caley-nek a keresztneve után kapott. (Sugar a projekt indításakor állítólag azt az utasítást adta a fejlesztőknek, hogy a gép "legyen olyan egyszerű, hogy a személyi asszisztensem is használni tudja".)
A sorozatot – az Amstrad CPC családdal ellentétben, amely elsősorban otthoni számítógép volt – üzleti célra, azon belül is szövegszerkesztésre, az írógépek felváltására szánták. Mivel ára bemutatásakor az IBM PC számítógépek árának egynegyedét sem érte el, ráadásul az Amstrad all-in-one koncepciója jegyében a monitorral egybeépített gépet, billentyűzetet és mátrixnyomtatót is egy csomagban tartalmazott, igen hamar nagy népszerűségre tett szert. A teljes gyártási ciklus alatt összesen 8 millió példány kelt el gépcsalád különböző modelljeiből.
1991-ig a PCW-ket az Amstrad gépeinél megszokott 3 collos ("kompakt") floppy lemezes meghajtóval szerelték, ami az idők során - e kevésbé elterjedt lemezek magasabb ára, nehezebb beszerezhetősége és kisebb kapacitása miatt - egyre több nehézséget okozott a felhasználóknak.
Érdekesség, hogy a PCW/Joyce gépcsalád Magyarországon is ismert volt, elsősorban újságírók kedvelték. A Magyar Nemzet, majd a Népszabadság neves publicistája, Bodor Pál (Diurnus) is ezt használta a késő nyolcvanas, kora kilencvenes években.

## Bemutatás
Az Amstrad alapítója, Alan M. Sugar 1984-ben, a CPC 464 házi számítógép bemutatása után azt az utasítást adta munkatársainak, hogy kezdjenek dolgozni egy elsősorban szövegszerkesztésre szánt "üzleti számítógép" kifejlesztésén, a lehetőségekhez mérten - a költségek alacsonyan tartása érdekében - minél több elemet felhasználva a CPC-kből. Az ötlet alapját az szolgáltatta, hogy a munkahelyeken, főként kisebb cégek irodáiban ekkor még jellemzően hagyományos vagy elektromos írógépeket használtak, az IBM PC-k és más professzionális számítógépek (például a szintén 1984-ben bemutatott Apple Macintosh) viszont az áruk miatt számukra szinte elérhetetlenek voltak.
A projektet Roland Perry vezette, és ugyanazok a külső fejlesztő cégek dolgoztak benne, amelyek a CPC esetében már jó munkát végeztek. A célszoftvert a Locomotive Software, a hardvert az MEJ Electronics fejlesztette. A projekt későbbi fázisában úgy döntöttek, hogy operációs rendszerként az akkor még igen elterjedt CP/M-et alkalmazzák.
A gépet 1985 szeptemberében mutatták be, 256 KiB-os változatban (PCW 8256) igen kedvező, 399 fontos (nettó, azaz Áfa nélküli) induló áron. Kezdetben a Dixons áruházláncban árusították. A reklámkampány szerint a PCW "több mint szövegszerkesztő a legtöbb írógép áránál olcsóbban" (It's more than a word processor for less than most typewriters).
A PCW óriási sikert aratott: az első két évben több mint 700 ezer darabot adtak el belőle. Az európai számítógéppiacon a PCW-sorozat 20%-os piacrészt tudhatott magáénak, amivel az IBM 33,3%-os részesedését követően a második legelterjedtebb személyi számítógépnek számított.

## Modellváltozatok

### PCW 8256 és 8512

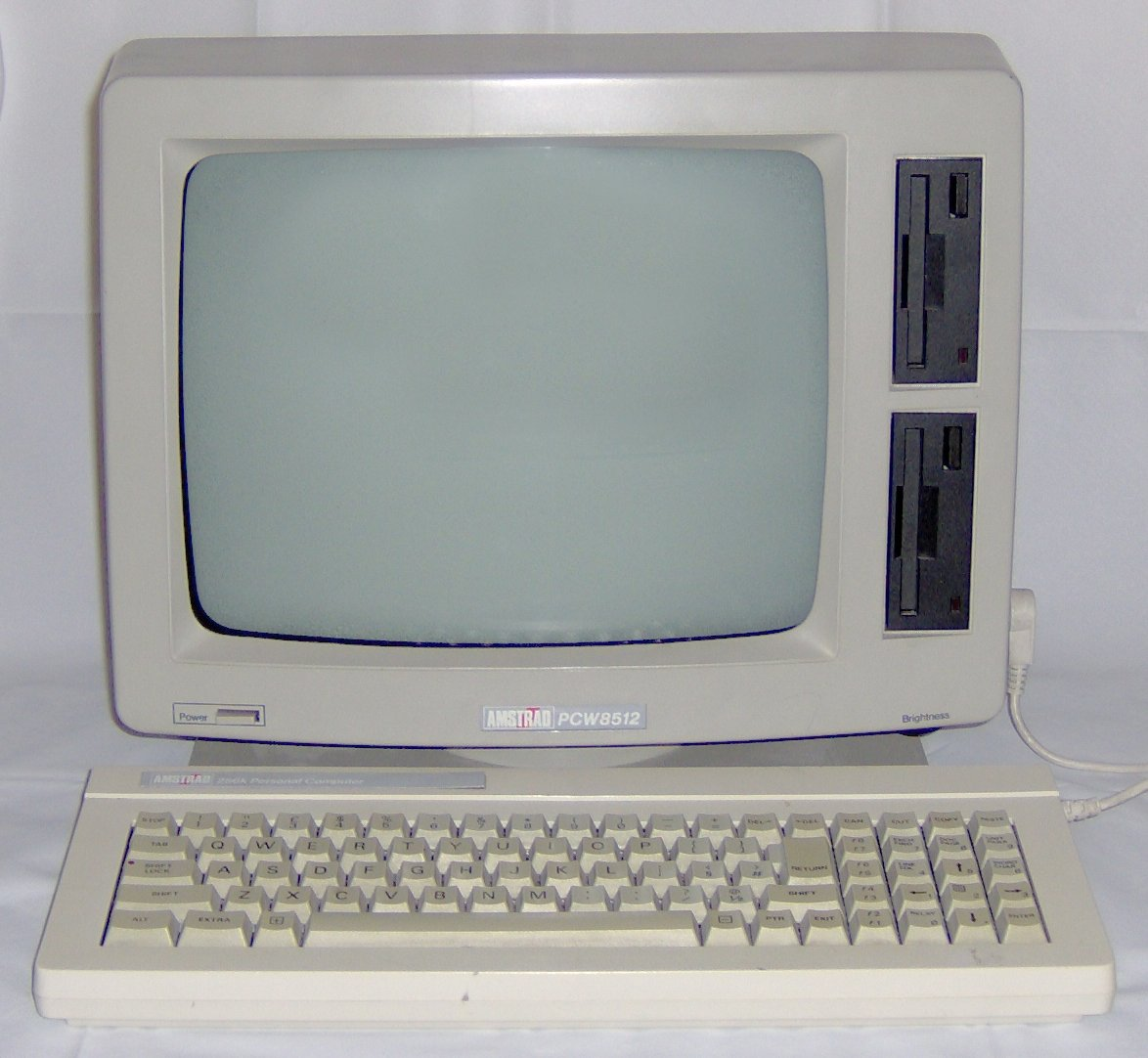
Amstrad PCW 8512, két beépített lemezegységgel

A sorozat első két modellje az 1985 szeptemberében bemutatott, 256 KiB-os és egy floppy-meghajtóval szerelt PCW 8256 (Németországban: Schneider Joyce), valamint a nem sokkal később piacra dobott bővített, dupla meghajtós változat, a PCW 8512 (Schneider Joyce Plus). Természetesen lehetőség volt a 8256-os változat bővítésére is (256 KiB memóriabővítéssel és második belső floppy-meghajtó beépítésével).
A gépek három részegységből álltak: a magát a számítógépet (alaplapot) és a floppy-meghajtó(ka)t is tartalmazó, a japán Orion Electric által gyártott monokróm (zöld) monitorból, egy ennek oldalához csatlakoztatható külön billentyűzetből és egy szintén ehhez (hátul) csatlakoztatható kilenc tűs mátrixnyomtatóból. A monitor kijelzője 32 sorban 90 karaktert tudott megjeleníteni, ami igen jó minőségnek számított a maga korában (a PC-ken a 25x80 karakteres megjelenítés volt elterjedt akkoriban). A gép grafikus megjelenítésre is alkalmas volt, ami játékok futtatását is lehetővé tette (bár hangja - a csipogáson /beep/ kívül - nem volt a PCW-knek). A billentyűzeten voltak speciális, kifejezetten szövegszerkesztésre szánt gombok, amelyeket a Locomotive Software által szállított, a géppel együtt értékesített LocoScript célszoftver ki is használt.

### PCW 9512
1987-ben mutatták be a PCW 8512 utódját, a PCW 9512-est, amely 499 fontos (nettó) alapáron került az üzletekbe. Ennél a korábbi fekete alapon zöld kijelzőt fekete alapon fehér kijelző, a mátrixnyomtatót pedig a sokkal szebb minőségű nyomtatásra képes margarétakerekes megoldás váltotta fel, billentyűzete pedig megfelelt az IBM PC/XT szabványnak. A gép specifikációja egyebekben mindenben azonos a PCW 8512-ével. Mivel az Amstrad és a Schneider közötti együttműködés éppen ekkor ért véget, a PCW 9512 már nem jelent meg Schneider márkanéven.

### PcW 9256 és 9512+
1991-ben az Amstrad úgy döntött, hogy felhagy a 3-collos mágneslemezek alkalmazásával. Az ekkor bemutatott PcW 9256 és PcW 9512+ változatokba (végre) az IBM PC és Mac gépekből is jól ismert 3,5-collos lemezegységet építették, amely azonban (a Commodore Amiga és Atari ST gépekhez hasonlóan) csak 720K-s (DD) lemezeket tudott kezelni. Emellett a 9512+ változat a Canon által gyártott korszerű BJ10 (később BJ10ex, majd BJ10sx) tintasugaras nyomtatóval is megvásárolható volt. A gép betűjelében a nagy C-t kis c váltotta fel (PcW). Egyes források szerint az Amstrad így jelezte a floppyszabvány megváltozását, 3-ról 3,5-collosra.

### PcW 10
Az 1993-ban bemutatott PcW 10 változat kinézetre nem volt más, mint egy PcW 9256, belül azonban inkább a 9512+ verziónak felelt meg, szabványos Centronics (párhuzamos) nyomtatócsatolóval és a LocoScript szövegszerkesztő program újabb kiadásával kiegészítve. E modellvariánsból rendkívül kevés készült, mivel bemutatásakor a PC kompatibilis számítógépek már széles körben és olcsón elérhetőek voltak, miközben a PcW 10 az ekkor már igen lassúnak számító 8 bites Z80A processzorával és CP/M operációs rendszerével igen kevés többletet kínált az 1985-ös "őséhez" képest.

### PcW 16
A PCW gépcsalád utolsó modelljének kifejlesztésekor az Amstrad igyekezett okulni a PcW 10-es kudarcából, azonban ez mégsem sikerült neki. Ahelyett, hogy valamelyik (PC vagy Mac) szabványhoz közelített volna, az 1995-ben igen kedvező, 299 fontos áron piacra dobott PcW 16 változat  teljesen önálló utat próbált járni, amire az 1990-es évek közepén már nem sok esély volt. Kifejlesztettek egy, látványában a Macintosh gépekére emlékeztető grafikus (GUI) felületet (Rosanne), amely látványos volt ugyan, de úgy szakított (és vált teljesen  inkompatibilissé) a korábbi PCW-kkel, hogy más szabványokkal sem lett "csereszabatos". Ráadásul multitaskingra sem volt alkalmas, azaz egy időben csak egy alkalmazást tudott futtatni. A géphez új programcsomagot, a Creative által kifejlesztett, a LocoScriptből elmentett fájlokat olvasni tudó új szövegszerkesztőt, valamint táblázatkezelőt, címjegyzéket, naptárt, számológépet és fájlkezelőt mellékeltek. Az Amstrad további programokat nem fejlesztett a PcW 16-hoz, és külső szoftvercégek sem láttak ebben semmilyen fantáziát.
A korábbi PCW-modellekhez hasonlóan (és 16 bitre következtetni engedő nevét meghazudtolva) a PcW 16 is a Zilog cég által 1976-ban bemutatott 8 bites Z80 mikroprocesszor (Z80A jelű változat) köré épült, amely hiába volt 16 MHz-re gyorsítva (innen a PcW 16 elnevezés egyébként), a kilencvenes évek közepén a legtöbb üzleti célú számítógép már nemhogy 16, hanem 32 bites technológiát alkalmazott. Mindehhez a régi PCW-k "all-in-one" szemléletével is szakítottak: a 16-oshoz már nem járt csomagban nyomtató, hanem külön kellett azt megvásárolni. Nem csoda, hogy a PcW 16 - tetszetős külseje és látványos kezelőfelülete ellenére - óriási kudarc lett. Forgalmazását 1997-ben szüntették be, és az Amstrad nem is mutatott be több "szövegszerkesztésre szánt személyi számítógépet" (azaz PCW-t).

## Szoftverek

### Kezdőcsomag

#### LocoScript szövegszerkesztő
A PCW-családhoz mellékelt legfontosabb alkalmazás (felhasználói program) a Locomotive Software által az Amstrad megbízásából kifejlesztett LocoScript szövegszerkesztő volt, amelynek lemezéről a számítógép bootolni tudott, azaz nem kellett külön rendszerlemezt behelyezni a gép elindításához. A program levelek és más dokumentumok megszerkesztését, kinyomtatását és floppy-n való eltárolását tette lehetővé. Fejléceket és lábléceket lehetett elhelyezni a dokumentumokban, emellett különféle tipográfiai megoldásokat is lehetett használni, beleértve a karakterek méretének és megjelenítési módjának (félkövér, dőlt, aláhúzott) beállítását. A későbbi változatok már helyesírás-ellenőrzésre és levélnyomtatásra (sorozatnyomtatás) is alkalmasak voltak. Míg a LocoScript 1 150, a PCW 9512-eshez mellékelt LocoScript 2 már 400 különböző karaktert tudott kezelni.

#### CP/M operációs rendszer
A PCW-khez csomagban adott másik lemez a CP/M rendszer CP/M Plus változatát tartalmazta. Ez részleges, adatszintű kompatibilitás biztosított az MS DOS rendszerekkel is. A CP/M rendszerlemezen néhány speciális alkalmazás is helyet kapott, melyek közül a Digital Research DR LOGO programnyelve, valamint a Mallard BASIC programnyelv érdemel kiemelést. Utóbbi a Locomotive Software fejlesztése volt, de - a LocoScripttel ellentétben - önállóan nem, csak a CP/M-en belül volt futtatható.

### Egyéb szoftverek
Mivel a PCW-sorozat igen nagy példányszámban talált gazdára, természetesen külső szoftverházak is meglátták a benne rejlő üzleti lehetőséget. Készült hozzá (a LocoScript alternatívájaként kínált) szövegszerkesztő, valamint táblázat- és adatbázis-kezelő alkalmazás is. Emellett egyéb üzleti célú programok (például bérszámfejtő és könyvelő szoftver), valamint programnyelvek is megjelentek.
Bár a gépcsaládot nem elsősorban otthoni, és különösen nem játék célú felhasználásra szánta a gyártó, játékprogramok is megjelentek hozzá, kihasználva a népszerű Sinclair ZX Spectrum és Amstrad CPC gépcsaládokhoz hasonló, Z80 alapú architektúrát. A legjobb átiratokat a neves Ocean szoftverháznak köszönhetjük, melynek termékei közül kiemelkedik a Batman és a Head Over Heals nevű izometrikus akciójáték, valamint a Match Day II fociprogram - valamennyi a kiváló programozó, Jon Ritman alkotása.

## Lásd még
- Amstrad CPC

## Fordítás
Ez a szócikk részben vagy egészben  az   Amstrad PCW című angol Wikipédia-szócikk fordításán alapul.  Az eredeti cikk szerkesztőit annak laptörténete sorolja fel. Ez a jelzés csupán a megfogalmazás eredetét és a szerzői jogokat jelzi, nem szolgál a cikkben szereplő információk forrásmegjelöléseként.